# Colgate Darden
Colgate Whitehead Darden, Jr., född 11 februari 1897 nära Franklin, Virginia, död 9 juni 1981 i Norfolk, Virginia, var en amerikansk demokratisk politiker. Han var ledamot av USA:s representanthus 1933–1937 och 1939–1941 samt Virginias guvernör 1942–1946. Han var rektor för University of Virginia mellan 23 juni 1947 och 1 september 1959. År 1955 företrädde Darden dessutom USA i FN:s generalförsamling.

## Biografi
Darden föddes på en bondgård. I första världskriget tjänstgjorde han mellan 1916 och 1917 i Frankrikes armé och därefter som löjtnant i USA:s marinkår. År 1922 utexaminerades han från University of Virginia och bedrev sedan fortsatta studier vid Columbia och Oxford. Han var verksam som advokat i Norfolk.
Darden tillträdde 1933 som ledamot av USA:s representanthus. Han efterträddes 1937 av Norman R. Hamilton. År 1939 tillträdde Darden på nytt som kongressledamot för Virginias andra distrikt. Han efterträddes 1941 i representanthuset av Winder R. Harris.
Darden efterträdde 1942 James Hubert Price som guvernör och efterträddes 1946 av William M. Tuck. Efter sin tid som guvernör tjänstgjorde Darden 1946–1947 som kansler för College of William & Mary. Därefter tillträdde han som rektor för University of Virginia. Anglikanen Darden avled 1981 och gravsattes på en familjekyrkogård i Southampton County. Företagsekonomiska fakulteten vid University of Virginia, Darden School of Business, har fått sitt namn efter Colgate Darden. Orsaken är att Darden som universitetets rektor i början av 1950-talet säkerställde grundkapitalet för fakultetens grundande.